# La Fouillade

La Fouillade este o comună în departamentul Aveyron din sudul Franței. În 1 ianuarie 2022 avea o populație de 1.113 de locuitori.